# Правление гетманского правительства
Правление гетманского правительства —  орган власти, созданный правительством российской императрицы  Анны Иоановны после смерти гетмана Данилы Апостола для управления Гетманщиной. Существовал с 1734 по 1750 год.

## Состав
Правление на момент создания состояло из трех представителей России: князь Алексей Шаховской, князь Иван Барятинский, полковник В. Гурьев, и трех представителей Гетманщины: генеральный обозный Яков Лизогуб, генеральный подскарбий Андрей Маркевич, генеральный есаул Федор Лысенко (по другим данным, генеральный судья Михаил Забела).

## Деятельность
В своей деятельности Правление гетманского правительства руководствовалось Решительными пунктами — указом императора Петра ІІ, утверждённым Верховным тайным советом в 1728 году. Также на политику этого органа влияли тайные инструкции, которые получали царские резиденты из Петербурга. В соответствии с ними необходимо было провести унификацию порядков Гетманщины с общероссийскими, а также способствовать интеграции казацкой старшины с российским дворянством. При этом запрещалось вступать в родственные связи с шляхтой и другими выходцами с Правобережной Украины, которая входила в состав Речи Посполитой. Правление гетманского правительства также утверждало кандидатуры на должности полковой старшины. При этом наметилась тенденция все чаще назначать на эти должности не представителей Гетманщины, а российских офицеров.
Во время русско-турецкой войны 1735—1739 годов Гетманщина была тылом российской армии. На Правление гетманского правительства были возложены вопросы снабжения российской армии хлебом, конями, волами. В 1750 году Правление гетманского правительства было ликвидировано в связи с избранием гетманом Кирилла Разумовского.

## Правители
Формально все члены Правления гетманского правительства имели равные права, но фактически руководил этим органом царский резидент, которого в тогдашних документах называли "правитель":
- 1734 — 1736  князь Алексей Шаховской
- 1736 — 1738 князь Иван Барятинский
- 1738 — 1738 генерал-майор Иван Шипов
- 1738 — 1740 генерал-аншеф Александр Румянцев
- 1740 — 1740 генерал-майор Иван Шипов
- 1740 — 1741 генерал-аншеф Кейт, Джеймс
- 1741 — 1741 адмирал Иван Неплюев
- 1741 — 1742 генерал-лейтенант Александр Бутурлин
- 1742 — 1745 генерал-поручик Иван Бибиков
- 1745 — 1750 генерал-аншеф Михаил Леонтьев